# Heribert Illig
Heribert Illig (Vohenstrauß, 1947–) német germanista, rendszeranalitikus, a „Zeitensprünge” folyóirat alapító szerkesztője és a gräfelfingi Mantis-Verlag nevű kiadóvállalat vezetője. Az ún. „fantomidő-hipotézis” vagy népszerűbb nevén a „kitalált középkor” elméletének ismert támogatója. Történelmi elméleteit a történészek nagy része elutasítja.

## Életrajza
A bajorországi születésű Illig germanista doktori disszertációjában a zsidó származású Egon Friedell (1878–1938) osztrák író, publicista, színész és kritikus életművét dolgozta fel.

## Történelmi feltevései
Illig az 1998-ban kiadott „Kitalált középkor” című munkájában azt állítja, hogy a 614 és 911 közötti mintegy 300 év „soha nem létezett”. Ezen állításnak messzemenő következményei vannak nemcsak az európai, hanem az iszlám történelmet illetően is, s emellett nagyon fontos magyar vonatkozásai is vannak.
Állításait Illig főleg a korabeli építészeti és tárgyi bizonyítékok hiányára alapítja. Szerinte a kor tárgyi leletei más időszakokból származnak és e kor történelmi személyiségek mindegyike – beleértve Nagy Károlyt is – egyszerű koholmány. Bár mások támogatják az elméletet – például Hans-Ulrich Niemitz, Christoph Marx, Angelika Müller, Uwe Topper, és Manfred Zeller – mégis a legtöbb történész csak egyszerű képzelgésnek tartja, s a hivatkozott bizonyítékok többségét elvetik. Ennek következtében a „fantomidő-hipotézis”-t egyelőre áltudománynak tartják.
Illig elméletének másik alapja az a gondolat, hogy a Gergely-naptár 1582-ben való elfogadásakor a korábbi Julián naptárhoz képest 10 nap korrekció elegendő volt ahhoz, hogy a naptári idő és a csillagászati idő szinkronba kerüljön. Viszont – feltéve, hogy a julián naptár bevezetése és a Gergely-féle naptárreform időpontja közötti időtartam ténylegesen eltelt – a Gergely-féle naptárreform idejére a julián naptárnak már 13 nappal kellett volna "előrébb járnia", mint a csillagászati idő – figyelemmel arra, hogy a julián-naptár 1000 év alatt, mintegy 8 napot "siet" –, így 13 nap korrekcióra lett volna szükség. Az a tény, hogy a 10 napos korrekció elegendőnek bizonyult igazolja, hogy ténylegesen nem kb. 1600, hanem csak mintegy 1300 év telt el a két időpont között. 
Ezen eltérés kiküszöbölése érdekében XIII. Gergely pápa utasítására 1582. október 4-ének másnapja október 15-e lett. (Ez az oka annak is, hogy az októberi forradalom – 1917. október 25. – november 7-én történt, mivel a keleti ortodox világ az orosz bolsevik hatalomátvételig nem fogadta el ezt a naptárváltást.)

### Más, hasonló elméletek
Az ún. Új időrend az Orosz Tudományos Akadémia rendes tagja, Anatolij Tyimofejevics Fomenko (1945–) matematikus munkája, aki ennél a fantomidő-hipotézisnél lényegesen szélesebb hézag létezését állítja. Szerinte a hagyományos történelmi adatokban egy teljes évezred hiányzik. Ezt az elméletet általánosan komolytalannak tartják.

## Heribert Illig könyvei magyarul
- Kitalált középkor. A történelem legnagyobb időhamisítása; Allprint, Bp., 2002
- Heribert Illig–Klaus Weissgerber: Magyarok a kitalált középkorban. Újraírt történelem; Allprint, Bp., 2003
- Időugrások; szerk. Heribert Illig; Allprint, Bp., 2005
- Dr. Klaus Weissgerber: A kitalált magyar középkor – A Képes Krónikák
- Dr. Heribert Illig – Prof. Dr. Hans-Ulrich Niemitz: Mi marad a középkorból? – Egy paradigmaváltás jelei
- Heribert Illig: Korlátolt felelősségű naptár. Kora középkori kitalált történelem lebegő talapzaton